# Càrn Dearg (Ben Alder)
Càrn Dearg är ett berg i Storbritannien.   Det ligger i kommunen Highland och riksdelen Skottland, i den norra delen av landet, 600 km nordväst om huvudstaden London. Toppen på Càrn Dearg är 1 034 meter över havet, eller 157 meter över den omgivande terrängen. Bredden vid basen är 2,8 km. Càrn Dearg ingår i Beinn Pharlagain.
Terrängen runt Càrn Dearg är huvudsakligen kuperad. Trakten runt Càrn Dearg är nära nog obefolkad, med mindre än två invånare per kvadratkilometer. Omgivningarna runt Càrn Dearg är i huvudsak ett öppet busklandskap.